# Zibans
Les Zibans forment une région d'Algérie, située à cheval sur l'Atlas saharien et le Sahara, dont la ville principale est Biskra. Les Zibans sont la région saharienne la plus peuplée du pays et disposent de riches palmeraies qui produisent la plus grande quantité de Deglet nour.

## Toponymie
Le nom de la région se réfère à un groupe d'oasis (en berbère, zab (pluriel ziban) signifie « oasis »). Il n'aurait aucun rapport avec la thèse arabisante ; la racine zâba indique l’instabilité et signifie, en outre, boire à grands traits, en se dépêchant ; ou la racine zâba peut signifier « couler », en parlant d’eau.
Le nom zabest peut-être en relation avec Zabi, ville romaine à proximité du Hodna. Le « pays de Zabè » est employé à l’époque byzantine et « bilād al-Zāb » à l’époque médiévale. Dans l’Antiquité, le terme de Zabenses, est motionné par une dédicace des environs de Berrouaghia et la Zabi, ou Zabe Justiniana, l'actuelle M'Sila sur la rive nord du Hodna, car la région de Berrouaghia est l’exutoire de la région du Hodna. Deux sièges zabenses sont également mentionnés dans la Notitia de 484 : l’un en Numidie (n° 70) et l’autre en Sétifienne (n° 40). 
Au moyen Âge, le vocable Zâb était employé par les auteurs arabes pour désigner une vaste province s'étendant, de Tébessa à M'Sila. Elle était délimitée au nord par le massif de l'Aurès et au sud par les sables du Sahara. 
Le Zâb connut ensuite une évolution territoriale significative. Après une subdivision en deux parties au cours du XIIe siècle – le Zâb supérieur et le Zâb inférieur, la région du Hodna, soit le Zâb supérieur, se détache de la province pour former une entité géographique et humaine distincte. Le Zâb du XIVe siècle n'englobait plus que Biskra et sa région (divisée en trois zones). À partir de cette période, le mot Ziban remplace celui de Zâb pour désigner la région.
Les Français ont repris ensuite le terme dans leur terminologie administrative, parfois sous la forme plurielle de Zibans. Biskra est désigné à l’époque coloniale, comme la reine des Ziban.

## Géographie
Les Zibans sont des oasis de piémont saharien qui s'allongent au sud des monts du Zab et de l'Aurès. Située au nord du Bas-sahara, la région des Zibans constitue un contact entre deux domaines morpho-structuraux nettement différents : l'Atlas saharien et le Sahara.
La région se présente comme un plan incliné, surbaissé et court correspondant à la frange nord de la cuvette du bas Sahara et commençant à 100 m d’altitude pour se terminer dans les étendues salées du Chott Melrhir, à 40 m sous le niveau de la mer. Elle couvre environ 150 km, sur 40 km.
Le climat est influencé par un climat semi-aride à tendance méditerranéenne des hautes plaines et l'Atlas saharien et les influences du climat désertique du Sahara. Favorisée par sa position au pied des reliefs atlasiques, cette région est une exception dans le Bas-sahara du fait qu'elle utilise les eaux de surface et les eaux souterraines. Les oasis sont arrosées par le bassin de l'oued Djedi-Biskra.
Biskra, qui joue le rôle de capitale régionale, se trouve au débouché d'une vallée entre les monts du Zab et le massif de l'Aurès reliant le nord et le sud. Les Zibans sont l'un des quatre « pays » qui constituent le Bas-Sahra, avec le Souf, l'Oued Righ et l'Oued Mya (Ouargla).
La région est divisée en trois zones :
- le Zab occidental ou gharbi, piémont des monts du Zab[7] ;
- le Zab oriental ou chergui[7] ;
- le Zab central.

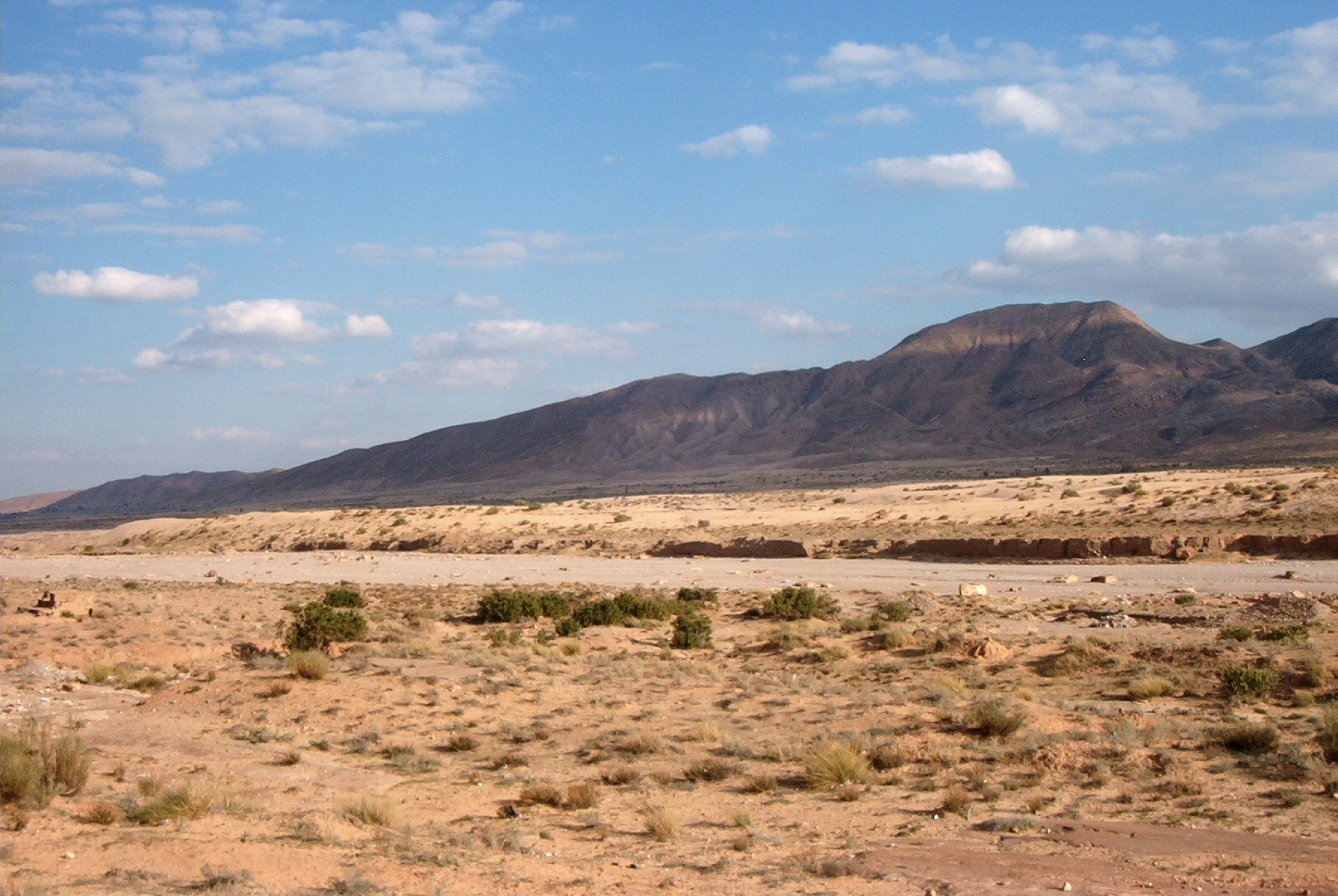
Monts du Zab près du col de Chaïba.
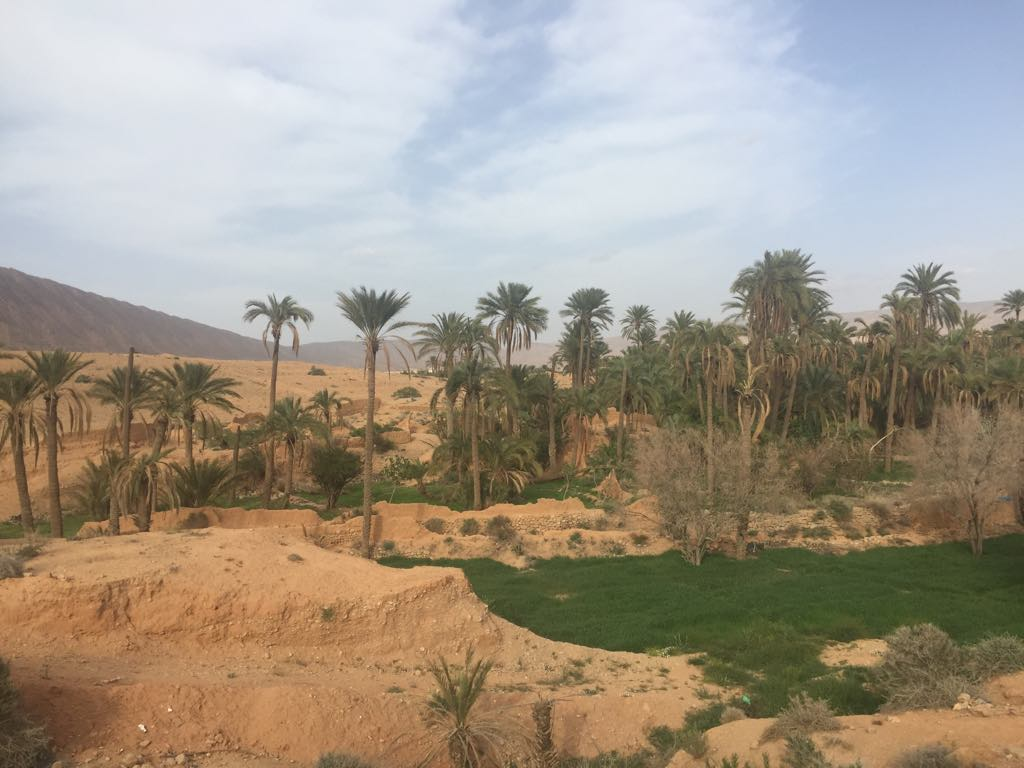
Une palmeraie sur le piémont.
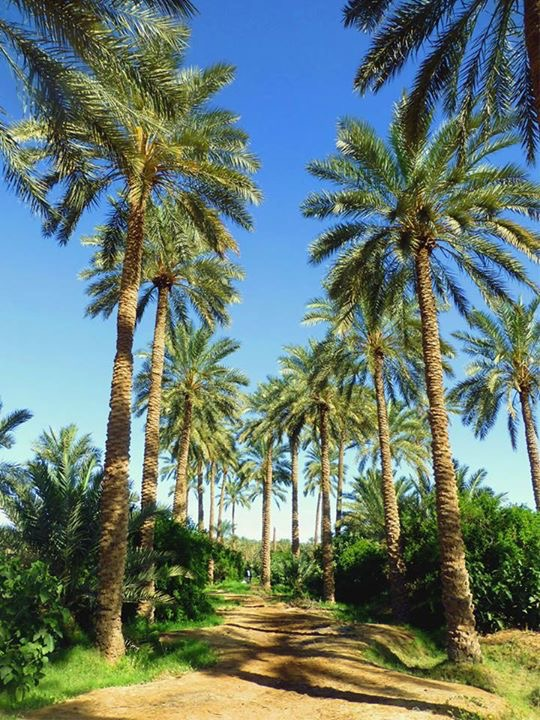
Une palmeraie dans la plaine.

## Histoire

### Période antique et médiévale

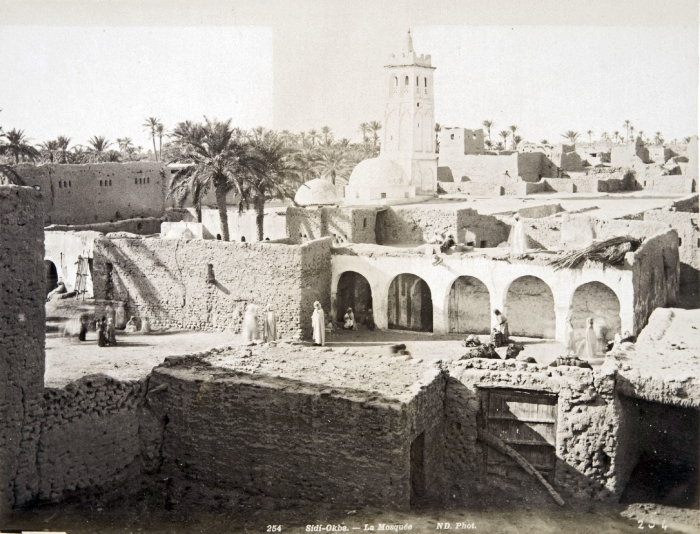
Mosquée de Sidi Okba.

La région des Zibans était habitée depuis la Préhistoire. Le palmier y est introduit et répandu il y a plus deux millénaires. Dans l'Antiquité, ce pays correspondait à des parties de la Gétulie et de la Maurétanie sétifienne. Les Romains établissent des camps militaires dont Veskera, sur l'emplacement de l'actuelle Biskra, ainsi que Gemellae, Tolga et Tabouda.
Le conquérant arabe Oqba ibn Nafi est tué à proximité de l’oasis qui allait prendre son nom. Après la conquête musulmane du Maghreb, le Zab était un territoire doté de plusieurs centres urbains, mais c’était aussi un vaste espace de nomadisme. Ce pays est en grande partie zénète ou louata. La région avait une grande importance pour les gouverneurs omeyyades puis abbassides de Kairouan. La majorité des gouverneurs de la province accèdent par la suite à la wilaya de toute l'Ifriqiya.
Toutefois, la région connaît la diffusion du courant ibadite qui a entraîné l'intégration des communautés rurales au territoire de l'imamat de Tahert. Après un demi-siècle, les communautés ibadites du Zab se réorganisèrent en deux branches rivales, le wahbisme et le nukkârisme. Cette période coïncide avec l'intensification de l'activité de propagande des chiites faṭimides et des sunnites malikites à partir des centres urbains. Ce qui provoqua une révolte sous le commandement d'Abu Yazid, suivie par d'autres dissidences contre les Fatimides. Biskra et sa région passent ensuite sous le contrôle des Hammadides.

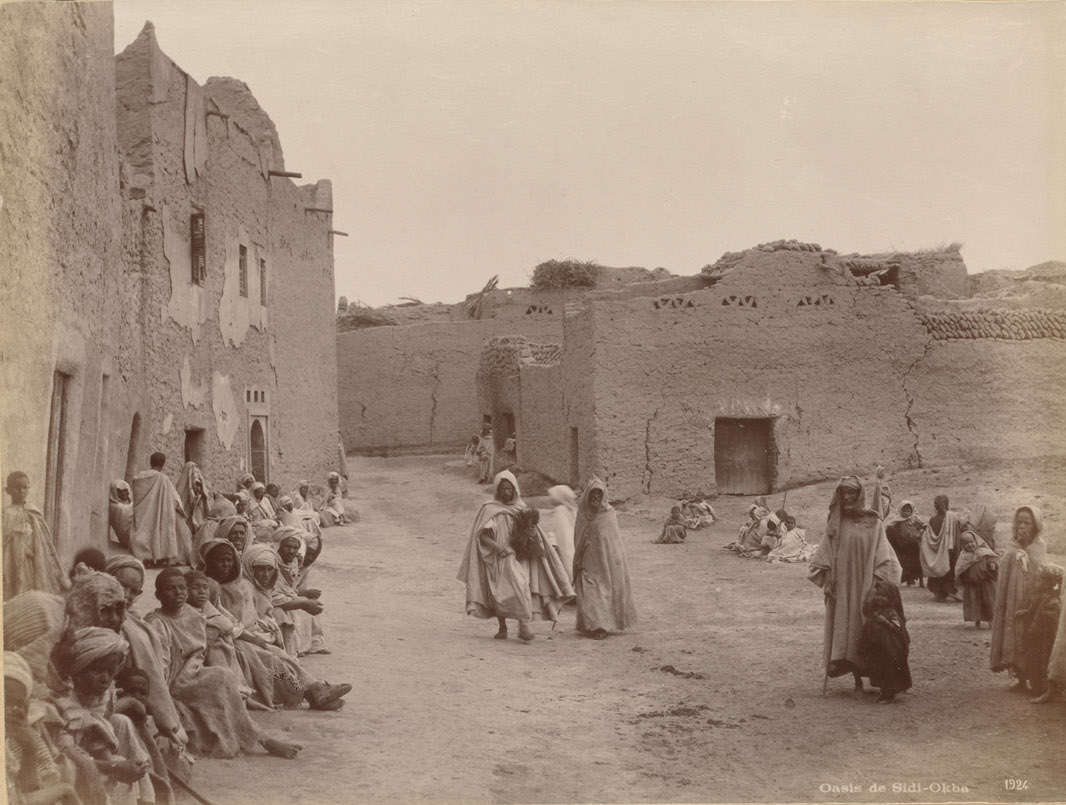
Sidi Okba, à l'époque coloniale française au XIX

Menacées par les dynasties du Maghreb septentrional, les communautés ibadites sont progressivement exilés vers les oasis ou disparaissent totalement. L'arrivée des Hilaliens, provoque la formation d'une nouvelle carte socio-religieuse dans la région et un mouvement migratoire des Zénètes vers l'ouest et le sud. L'émergence de réseaux mystiques sunnites entraîne une malikisation progressive de la population.
Ibn Khaldoun décrit la région au XIVe siècle : « Le Zab est un pays étendu, renfermant de nombreux villages, assez rapprochés les uns des autres et dont chacun s’appelle un zab. Le premier est le Zab de Doucen; ensuite on trouve le Zab  de  Tolga,  le  Zab  de  Melili,  et  ceux  de  Biskera,  de  Tehouda  et  de  Badis.  Biskera  est  la métropole de tous les villages zabiens ». Biskra s'impose au XIVe siècle comme la véritable capitale du Zab, sous la famille des Béni Mozni, qui s'appuyaient tour à tour sur les différentes dynasties du Maghreb et les tribus nomades du Sahara pour imposer leur hégémonie. Au début du xvie siècle, Léon l'Africain traite le Zab en tant que province du royaume de Béjaïa.

### Période contemporaine
Les deys d’Alger et les beys de Constantine ne s’y rendaient qu’une fois par an, et avec de fortes troupes, pour lever l’impôt. Hassan Agha avait donné à Ali Bou Akkaz, le titre de Cheikh El Arab avec le commandement des tribus du Zab. Durant la période de Ahmed Bey, le Cheikh El Arab commandait toujours le Zab de Biskra.
À la veille de la conquête coloniale, les Ziban, comportaient 38 oasis réputées pour l'importance de leurs palmeraies et la qualité de leurs dattes que les commerçants locaux allaient vendre jusqu'à Alger. 
L’émir Abd El-Kader entra à Biskra en 1839. Les Français, commandés par le duc d’Aumale, le conquirent en 1844. C’est dans le Zab du Nord qu’éclata en 1849 l'insurrection de Zaatcha après la soumission de l'émir Abd El-Kader en décembre 1847, qui détenait tout le Zab. Son chef, Bouziane souleva toute la région ainsi que les Aurès et la confrérie soufie de la Rahmaniyya
Pendant toute l’époque ottomane, puis française, la région est dominée par deux grandes familles, les Bouakkaz et les Ben Ganah, qui s’y disputèrent le pouvoir.

## Population
À l'instar du reste du Bas-Sahara, les Zibans sont la région saharienne la plus peuplée, devant le Souf et l'Oued Righ. En 2008, elles comptent 600 000 habitants. 
Les langues parlées sont l'arabe algérien (dialecte de l'est) et le chaoui : dialecte berbère parlé surtout dans le nord des Zibans.

## Économie

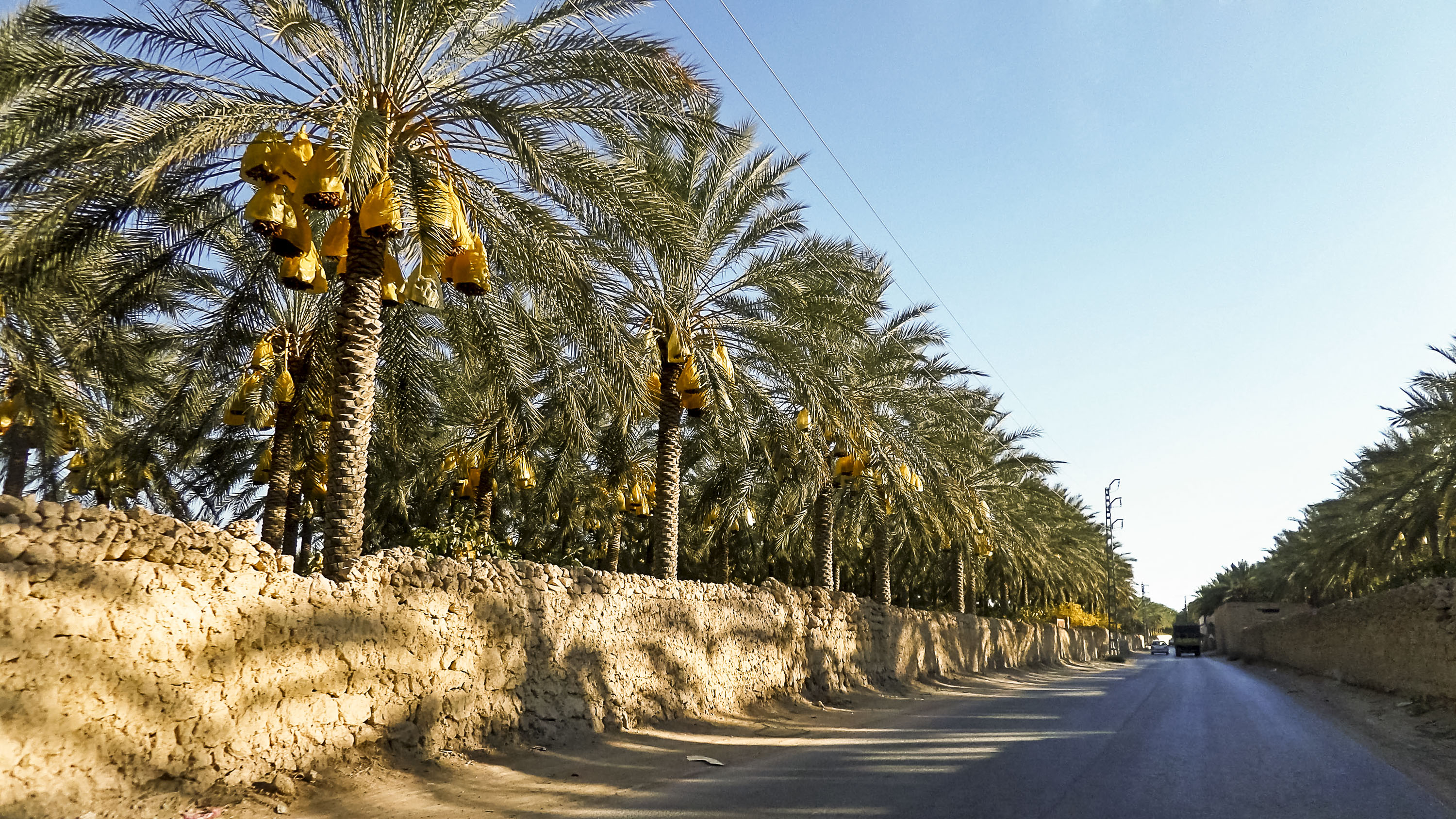
Oasis de Tolga

Située à l'extrême nord de la zone dactylifère, les Zibans possèdent des riches palmeraies. La région présente une grande variété : les oasis sont localisées tantôt en série sur le haut du piémont, tantôt loin au cœur des plaines. Elles sont irrigués soit par eaux profondes, soit par les crues des oueds descendant des Aurès-Nemencha ; les unes sont vouées à la monoculture du palmier, les autres sont tournées vers les cultures maraîchères.
Au milieu des années 2000, les Zibans comptaient plus d'un 2 million de palmiers. Le Zab al-Gharbi qui possède d'importantes ressources hydrauliques, concentre les trois-quarts des palmeraies. Les palmeraies les plus importantes, sont Biskra, Tolga, Doucen et Ouled Djellal. Dans le Zab oriental, autour de Sidi Okba, les conditions sont moins favorables ; l'apport en eau est assuré par le seul ruissellement. La région est devenue un des principaux foyers de production maraîchère de toute l'Algérie. 
Les dattes de qualités y sont également favorisées par le climat, très sec et très chaud. La région produit la plus grande quantité de Deglet nour. Les oasis sont toutes aujourd'hui reliées par route.